# Vismaya chaturbeeja
Vismaya chaturbeeja är en svampart som beskrevs av V.V. Sarma & K.D. Hyde 2001. Vismaya chaturbeeja ingår i släktet Vismaya, ordningen Diaporthales, klassen Sordariomycetes, divisionen sporsäcksvampar och riket svampar.   Inga underarter finns listade i Catalogue of Life.